# Харисбург (Јужна Дакота)
Харисбург (енгл. Harrisburg) град је у америчкој савезној држави Јужна Дакота.

## Демографија
По попису из 2010. године број становника је 4.089, што је 3.131 (326,8%) становника више него 2000. године.
| Група             | 2000.       | 2010.         |
| Белци             | 942 (98,3%) | 3.925 (96,0%) |
| Афроамериканци    | 1 (0,1%)    | 21 (0,5%)     |
| Азијати           | 3 (0,3%)    | 11 (0,3%)     |
| Хиспаноамериканци | 4 (0,4%)    | 54 (1,3%)     |
| Укупно            | 958         | 4.089         |